# Monstro de Papa Lick
O Monstro do riacho Pope Lick é uma lenda de uma criatura parte homem, parte cabra e parte ovelha relatada por viver sob um cavalete de uma ponte de uma estrada de ferro sobre o riacho Papa Lick, em Fisherville bairro de Louisville, Kentucky.

## Lenda urbana
Numerosas lendas urbanas existem sobre a origem da criatura e os métodos que emprega para escolher suas vítimas. De acordo com alguns relatos, a criatura usa a hipnose ou imita vozes para atrair os invasores em direção ao cavalete para encontrarem morte antes do trem se aproximar. Outras histórias afirmam que o monstro salta de baixo do cavalete para os tetos dos carros que passam abaixo da linha do trem. No entanto, outras lendas dizem que a criatura ataca suas vítimas com um machado manchado de sangue e que a própria visão da criatura é tão perturbadora que aqueles que a vêem enquanto atravessam o alto do cavalete são levados a pular.
Outras lendas afirmam que o monstro é um híbrido humano-cabra e que foi um artista do show de horrores que jurou vingança depois de ser maltratado. Em uma versão, diz-se que o monstro escapou depois de um trem descarrilou no cavalete. Outra versão comumente contada pelos locais da área afirma que o monstro é na verdade uma forma retorcida reencarnada de um fazendeiro que sacrificou cabras em troca de poderes satânicos
As lendas transformaram a área em um local para legend tripping (passeios a locais de lendas). Houve um grande número de mortes e acidentes no cavalete desde a sua construção, apesar da presença de uma cerca de 2,4m  para manter aventureiros afastados.
Há um equívoco comum entre os investigadores paranormais amadores de que o cavalete foi abandonado e já não é utilizado mas na verdade, a ponte sustenta uma grande artéria ferroviária para Louisville. Pesados trens de carga atravessam a ponte várias vezes ao dia, por isso é fácil para alguém ficar preso no topo, enquanto um trem que vem passa por eles. A companhia férrea de Norfolk Southern pediu para que os cidadãos não subam no cavalete, dizendo se foram pegos, eles poderiam ser presos.

## Mídia
O monstro foi o assunto de um filme de 1988 por um cineasta de Louisville chamado Ron Schildknecht. O filme se chamava A Lenda do Monstro do riacho Papa Lick. Um filme de 16 minutos, no valor de $6.000 estreou em 29 de dezembro de 1988, no Uptown Theater. A maior parte do filme foi filmada no cavalete de Papa Lick, mas as cenas que mostram os personagens no cavalete foram filmadas em outra localização mais segura.
Os oficiais da Linha Férrea Norfolk Southern ficaram muito chateados com o filme, já que achavam que encorajaria os adolescentes a visitar os cavaletes. Encontraram uma cena em particular perigosamente enganosa. Na cena, o personagem principal, um aluno do ensino médio, escapa um pouco do trem aproximando pendurado suspenso do lado do cavalete. Na realidade, isso seria muito difícil, pois há poucas pessoas que teriam a força para esperar os 5 a 7 minutos necessários para o trem concluir o cavalete de mais de 235 metros; Além disso, as vibrações do trem são tão fortes que o chão embaixo do cavalete se agita à medida que o trem passa, fazendo suspensão do cavalete para evitar ser atingido altamente improvável..[carece de fontes?]
Como os funcionários da ferrovia estavam preocupados com o fato de o filme aumentar o número de mortos, a Norfolk Southern emitiu uma declaração, lida na estréia, que advertiu sobre os perigos do cavalete e informou a audiência que qualquer pessoa presa no cavalete poderia ser processada por transgressão.
Apesar dos avisos, em 23 de abril de 2016, uma turista de 26 anos da cidade de Ohio, morreu depois de ser atropelada por um trem enquanto procura o monstro. Seu namorado sobreviveu pendurado no lado do cavalete.
A história do monstro também foi destaque em um episódio de Destino da América's Monstros e Mistérios na América intitulado "Ozarks".